# Ане (Шаранта)
Ане́ (фр. Anais) — коммуна во Франции, находится в регионе Пуату — Шаранта. Департамент — Шаранта. Входит в состав кантона Сент-Аман-де-Буакс. Округ коммуны — Ангулем.
Код INSEE коммуны — 16011.
Коммуна расположена приблизительно в 380 км к юго-западу от Парижа, в 95 км южнее Пуатье, в 15 км к северу от Ангулема.

## Население
Население коммуны на 2008 год составляло 552 человека.
| 1962 | 1968 | 1975 | 1982 | 1990 | 1999 | 2008 |
| ---- | ---- | ---- | ---- | ---- | ---- | ---- |
| 423  | 374  | 420  | 439  | 446  | 467  | 552  |

## Экономика
В 2007 году среди 355 человек в трудоспособном возрасте (15—64 лет) 276 были экономически активными, 79 — неактивными (показатель активности — 77,7 %, в 1999 году было 78,4 %). Из 276 активных работали 248 человек (136 мужчин и 112 женщин), безработных было 28 (12 мужчин и 16 женщин). Среди 79 неактивных 22 человека были учениками или студентами, 36 — пенсионерами, 21 были неактивными по другим причинам.

## Выдающиеся уроженцы
- Октавия Кудро (1867—1938) — французская исследовательница и автор нескольких книг о французской Гвиане и северной Бразилии.

## Фотогалерея

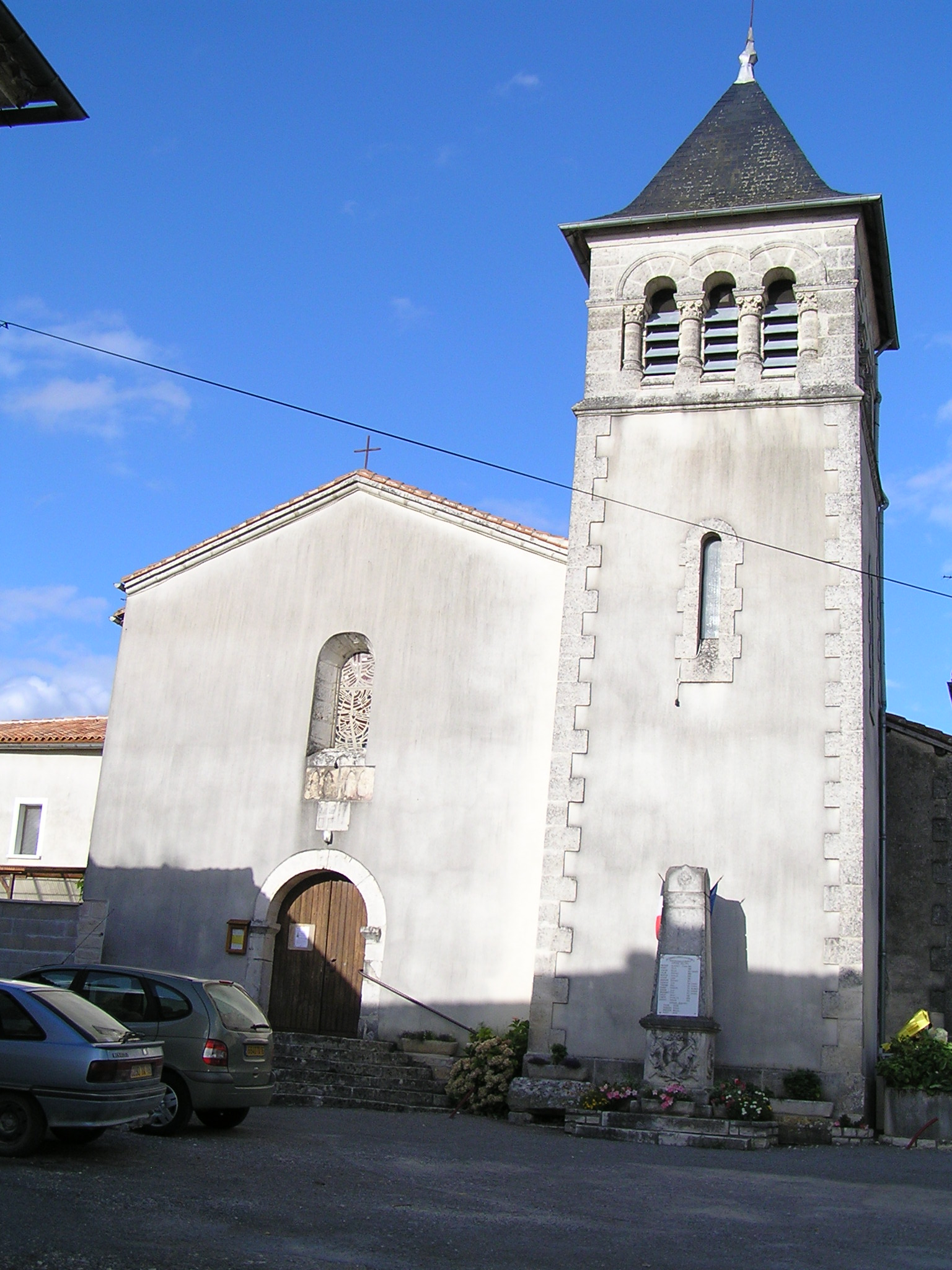
Церковь
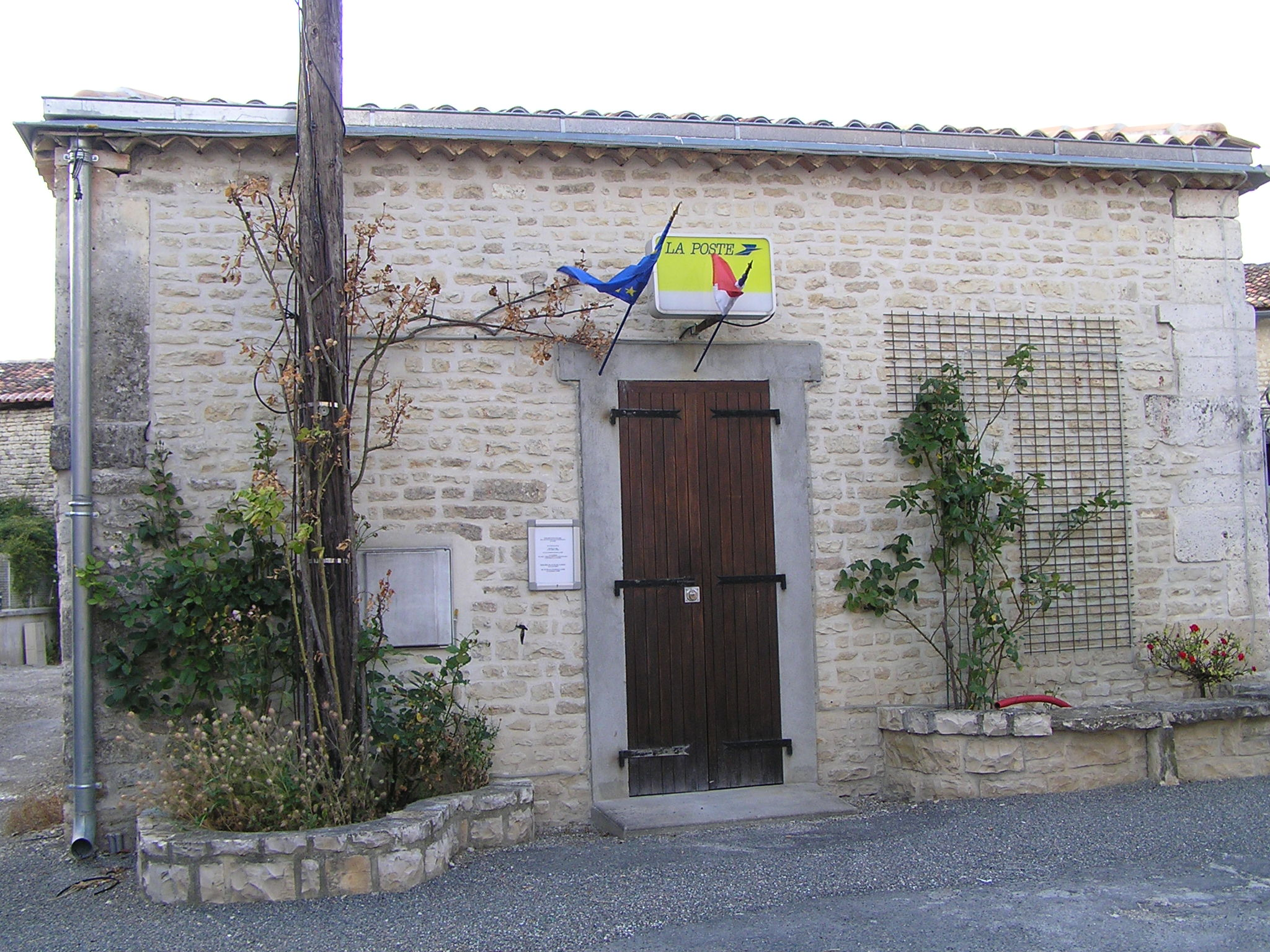
Почта
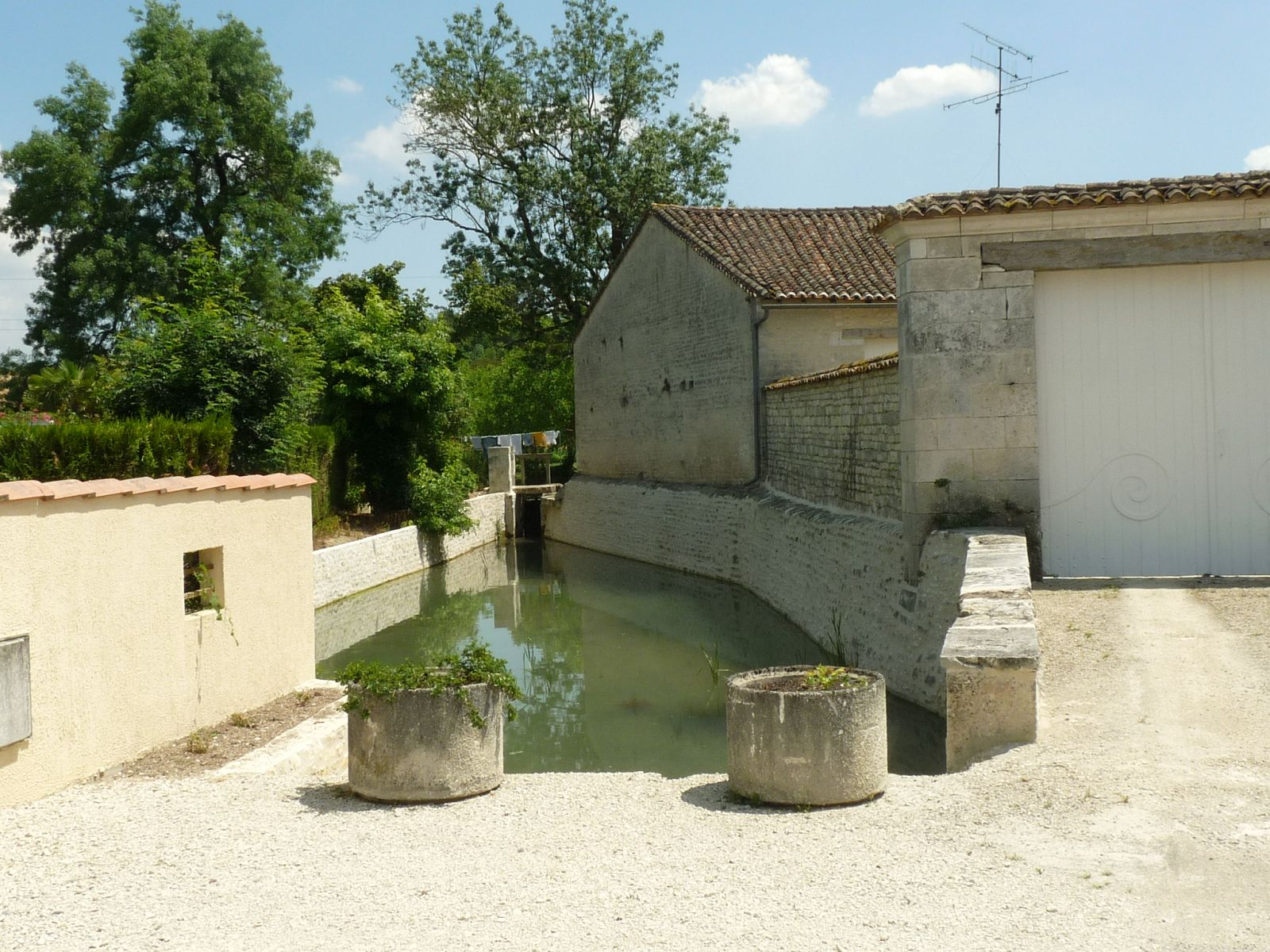
Река Аржанс[фр.]